# Остащенко, Сергей Михайлович
Серге́й Миха́йлович Оста́щенко (25 сентября 1924 — 22 ноября 2012) — советский артиллерист, участник Великой Отечественной войны, полковник, Герой Советского Союза (1943).

## Биография
Родился 25 сентября 1924 года в селе Беловское Белгородского уезда Курской губернии (ныне Белгородского района Белгородской области) в многодетной крестьянской семье. Русский.
После окончания Ястребовской школы работал в колхозе.

### Великая Отечественная война
В 1941 году в первые же дни войны на западном направлении погиб старший брат Сергея Николай, служивший в артиллерии. Сергей также решил стать артиллеристом, и в феврале 1943 года он призывается Белгородским райвоенкоматом в действующие части РККА. В боях с марта 1943 года. В том же году стал членом ВКП(б). В июле 1943 года был отмечен медалью «За отвагу» за участие в Курской битве.

#### Форсирование Днепра
27 сентября 1943 года наводчик орудия 1844-го истребительно-противотанкового полка 30-й отдельной истребительно-противотанковой артиллерийской бригады 7-й гвардейской армии (Степной фронт) младший сержант С. М. Остащенко с расчётом орудия первым переправился через Днепр и огнём своей пушки поддержал действия пехоты по захвату села Бородаевка Верхнеднепровского района Днепропетровской области. В боях за Бородаевку, длившихся несколько дней, его расчётом было уничтожено девять пулемётных точек противника, несколько десятков солдат вермахта. 2 октября, когда на его орудие надвигалось пять танков, он лично подбил 3 из них. Немецкие подразделения были остановлены, а затем отброшены от Днепра.

##### Высшая награда
Указом Президиума Верховного Совета СССР от 26 октября 1943 года «за образцовое выполнение боевых заданий командования на фронте борьбы с немецко-фашистскими захватчиками и проявленные при этом мужество и героизм» 19-летнему младшему сержанту С. М. Остащенко было присвоено звание Героя Советского Союза с вручением ордена Ленина и медали «Золотая звезда».

### В конце войны
В 1945 году С. М. Остащенко окончил 3-е Ленинградское артиллерийское училище, находившееся тогда в Костроме, и стал офицером. В августе 1944 года вернулся на фронт. В 1945 году командир огневого взвода 1-й батареи 1-го дивизиона 411-го гаубичного полка 193-й гаубичной бригады младший лейтенант Остащенко был награждён орденом Красной Звезды за участие в боях по освобождению Латвии.

### Послевоенное время
После войны продолжил службу в армии. Пройдя обучение в высшей офицерской школе, стал служить в Киевском ВО, в 5-й Сталинградской артиллерийской дивизии прорыва. Там же он окончил Высшие артиллерийские курсы, а в 1962 году — и Военную артиллерийскую академию им. Ф. Э. Дзержинского. Командовал отдельным ракетным дивизионом оперативно-тактических ракет окружного подчинения в Кировограда.
С 1967 года полковник Остащенко работал преподавателем на военной кафедре в Харьковском институте механизации и электрификации сельского хозяйства. В 1977 году уволен по возрасту на пенсию и стал заниматься общественной работой.
В 1995 году С. М. Остащенко стал председателем Харьковского областного комитета ветеранов войны. Принимал самое активное участие в ветеранском движении и патриотическом воспитании молодёжи.
Автор книг:
- Подвиг советских воинов в памятниках Харьковщины: к 40-летию Курской битвы и освобождения Харькова / С. М. Остащенко, В. П. Рудько. — Киев. об-во «Знание» УССР, 1983. — 19 с.
- Помним твой подвиг, солдат!: Путеводитель по местам боевой славы Белгородской и Харьковской областей / С. М. Остащенко, Г. И. Кац, М. К. Черп. — Харьков: Прапор, 1984. — 151 с.

### Кончина
Умер 22 ноября 2012 года на 89-м году жизни. Похоронен на харьковском городском кладбище № 2.

## Награды
- Награждён советскими орденами Ленина, Отечественной войны I степени, Красной Звезды, медалями «За отвагу» «За боевые заслуги» и другими.
- Заслуги активиста ветеранского движения отмечены наградами Украины. В 1994 он награждён Почётным знаком отличия Президента Украины, в 2005 году орденом «За заслуги» II степени[5][6], в 2012 году орденом «За заслуги» I степени[7], а в 1998, 1999 и в 2009 годах был награждён орденами Богдана Хмельницкого III[8], II и I[9] степеней.
- За активную многогранную гражданскую деятельность Сергей Остащенко удостоен званий «Почётный гражданин города Харькова» и «Почётный житель Харьковской области» (2007)[10].
- Отмечен знаком ордена преподобного Ильи Муромца II степени Украинской православной церкви.

## Память
В 2009 году в связи с 85-летием земляка решением муниципального совета Белгородского района Беловской средней общеобразовательной школе Белгородского района присвоено имя Героя Советского Союза генерал-майора С. М. Остащенко, на здании школы установлена мемориальная доска.
После кончины С. М. Остащенко руководством Харьковской областной общественной организации «Общество ветеранов-подводников им. Героя Советского Союза И. И. Фисановича» и Харьковского областного отделения «Маринист» Всеукраинского союза писателей-маринистов были внесены предложения по увековечиванию памяти Героя:
- присвоить Харьковскому областному комитету Международного Украинского союза ветеранов Великой Отечественной войны (МУСУВ) имя Героя Советского Союза С. М. Остащенко;
- установить бюст на могиле генерал-майора С. М. Остащенко;
- установить мемориальную доску на доме, где он жил;
- установить памятный знак на входе в Харьковскую областную государственную администрацию или на дверях кабинета, где он работал;
- назвать одну из улиц города Харькова его именем с размещением памятного знака;
- объявить 22 ноября в Харькове и Харьковском районе, которые он освобождал в годы Великой Отечественной войны, Днём памяти Героя Советского Союза С. М. Остащенко с проведением уроков мужества во всех учебных заведениях и трудовых коллективах;
- установить Харьковскую областную и Харьковскую муниципальную творческие премии имени С. М. Остащенко за лучшие произведения к 70-летию освобождения Харькова, Украины и Победы, к 90-летию со дня рождения С. М. Остащенко[12].